# Episodi di Power Rangers (terza stagione)
La terza stagione della serie televisiva d'azione per ragazzi Power Rangers si compone di 33 episodi, andati in onda negli Stati Uniti dal 2 settembre al 27 novembre 1995 e ritrasmessi in Italia su Italia 1 dal 27 settembre 1995.
Usa scene ed elementi tratti dalla serie giapponese Super sentai Ninja Sentai Kakuranger.
Membri regolari del cast includono Amy Jo Johnson, David Yost, Johnny Yong Bosch, Karan Ashley, Steve Cardenas, Jason David Frank, Jason Narvy, e Paul Schrier. Johnson viene poi sostituita da Catherine Sutherland come nuovo personaggio, ma che prenderà il colore e i poteri del personaggio di Johnson.
La storia è il proseguimento degli eventi della seconda stagione, con i Ranger che affrontano i malvagi Rita Repulsa e Lord Zedd. La prima puntata è un crossover tra i Power Ranger e Masked Rider. Questa stagione introduce Rito Revolto, fratello di Rita, che aiuta Zedd e Rita a distruggere i ThunderZord dei Ranger, evento che porterà i Ranger a cercare e ottenere i poteri Ninja da Ninjor, il creatore originale delle Monete dei Potere. Katherine Hillard (Sutherland), inizialmente sotto un incantesimo di Rita, diventa amica dei Ranger e il nuovo Pink Ranger, dopo che Kimberly (Johnson) decide di trasferirsi in Florida con un allenatore di ginnastica professionale per allenarsi per i campionati mondiali di ginnastica artistica. Bulk and Skull (Schrier e Narvy) smettono di cercare di scoprire le identità dei Ranger per diventare poliziotti. La stagione termina con i Ranger trasformati in bambini e la storia continua in Mighty Morphin Alien Rangers.
| n° | Titolo originale                             | Titolo italiano                      | Prima TV USA      | Prima TV Italia   |
| -- | -------------------------------------------- | ------------------------------------ | ----------------- | ----------------- |
| 1  | A Friend in Need: Part I                     | Un amico in pericolo (prima parte)   | 2 settembre 1995  | 13 ottobre 1995   |
| 2  | A Friend in Need: Part II                    | Un amico in pericolo (seconda parte) | 9 settembre 1995  | 18 ottobre 1995   |
| 3  | A Friend in Need: Part III                   | Un amico in pericolo (terza parte)   | 9 settembre 1995  | 20 ottobre 1995   |
| 4  | Ninja Quest: Part I                          | I poteri ninja (prima parte)         | 11 settembre 1995 | 27 settembre 1995 |
| 5  | Ninja Quest: Part II                         | I poteri ninja (seconda parte)       | 12 settembre 1995 |                   |
| 6  | Ninja Quest: Part III                        | I poteri ninja (terza parte)         | 13 settembre 1995 | 4 ottobre 1995    |
| 7  | Ninja Quest: Part IV                         | I poteri ninja (quarta parte)        | 14 settembre 1995 | 6 ottobre 1995    |
| 8  | A Brush with Destiny                         | Incubo a colori                      | 18 settembre 1995 | 11 ottobre 1995   |
| 9  | Passing the Lantern                          | La lanterna                          | 19 settembre 1995 | 25 ottobre 1995   |
| 10 | Wizard for a Day                             | Re per un giorno                     | 20 settembre 1995 |                   |
| 11 | Fourth Down and Long                         | Il mostro del football               | 23 settembre 1995 |                   |
| 12 | Stop the Hate Master: Part I                 | Fermate Odiabilis (prima parte)      | 25 settembre 1995 |                   |
| 13 | Stop the Hate Master: Part II                | Fermate Odiabilis (seconda parte)    | 26 settembre 1995 |                   |
| 14 | Final Face-Off                               | Faccia a faccia                      | 2 ottobre 1995    |                   |
| 15 | The Potion Notion                            | Pozione d'amore                      | 9 ottobre 1995    |                   |
| 16 | A Ranger Catastrophe: Part I                 | Occhi di gatto (prima parte)         | 16 ottobre 1995   |                   |
| 17 | A Ranger Catastrophe: Part II                | Occhi di gatto (seconda parte)       | 17 ottobre 1995   |                   |
| 18 | Changing of the Zords: Part I                | I nuovi Zord (prima parte)           | 31 ottobre 1995   |                   |
| 19 | Changing of the Zords: Part II               | I nuovi Zord (seconda parte)         | 1º novembre 1995  |                   |
| 20 | Changing of the Zords: Part III              | I nuovi Zord (terza parte)           | 2 novembre 1995   |                   |
| 21 | Follow That Cab!                             | Segua quel taxi!                     | 4 novembre 1995   | 6 dicembre 1995   |
| 22 | A Different Shade of Pink: Part I            | Un nuovo Ranger (prima parte)        | 6 novembre 1995   | 8 dicembre 1995   |
| 23 | A Different Shade of Pink: Part II           | Un nuovo Ranger (seconda parte)      | 7 novembre 1995   | 13 dicembre 1995  |
| 24 | A Different Shade of Pink: Part III          | Un nuovo Ranger (terza parte)        | 8 novembre 1995   |                   |
| 25 | Rita's Pita                                  | Che fame!                            | 11 novembre 1995  |                   |
| 26 | Another Brick in the Wall                    | Il muro                              | 13 novembre 1995  |                   |
| 27 | A Chimp in Charge                            | Un pericoloso scimpanzé              | 18 novembre 1995  |                   |
| 28 | Master Vile and the Metallic Armor: Part I   | Bentornato papà! (prima parte)       | 20 novembre 1995  |                   |
| 29 | Master Vile and the Metallic Armor: Part II  | Bentornato papà! (seconda parte)     | 21 novembre 1995  |                   |
| 30 | Master Vile and the Metallic Armor: Part III | Bentornato papà! (terza parte)       | 22 novembre 1995  |                   |
| 31 | I'm Dreaming of a White Ranger               | Babbo Natale e i Power Rangers       | 25 novembre 1995  | 4 gennaio 1996    |
| 32 | The Sound of Dischordia                      | La voce della discordia              | 25 novembre 1995  |                   |
| 33 | Rangers in Reverse                           | Piccoli Rangers                      | 27 novembre 1995  |                   |

## Un amico in pericolo (prima parte)
- Titolo originale: A Friend in Need: Part I
- Diretto da: Worth Keeter
- Scritto da: Shell Danielson, Shuki Levy

### Trama
Edenoi, pianeta natale di Alpha 5, viene attaccato da una nave spaziale comandata dal Conte Dragon, quindi i Ranger (eccetto Kimberly che è raffreddata) si teletrasportano a Edenoi per scoprire cosa sta succedendo. Nel frattempo Lord Zedd e Rita preparano un piano per invadere la Terra.
- Nota: Questo episodio è il primo di un crossover in tre parti che ha svolto il ruolo di backdoor pilot per la serie televisiva Masked Rider.

## Un amico in pericolo (seconda parte)
- Titolo originale: A Friend in Need: Part II
- Diretto da: Worth Keeter
- Scritto da: Shell Danielson, Shuki Levy

### Trama
I Ranger si imbattono negli abitanti del pianeta Edenoi e il loro principe Dex, conosciuto anche come Masked Rider. Dex racconta ai Ranger dei cristalli che donano speciali poteri agli abitanti e perché il Conte Dragon sta attaccando il pianeta. Nel frattempo Kimberly, ancora ammalata, sta combattendo Repelitor, un mostro inviato da Zedd sulla Terra.

## Un amico in pericolo (terza parte)
- Titolo originale: A Friend in Need: Part III
- Diretto da: Shuki Levy
- Scritto da: Shell Danielson, Shuki Levy, Barbara Oliver

### Trama
Sul pianeta Edenoi i Ranger e Masked Rider combattono contro i mostri del Conte Dragon. Nel frattempo Kimberly ha passato il raffreddore a Repelitor, costringendo i mostri a ritirarsi per ottenere l'antidoto da Finster, facendo andare Lord Zedd e Rita su tutte le furie. Dopo avere aiutato Masked Rider a sconfiggere i soldati di Dragon i Ranger ritornano sulla Terra per unirsi con il Pink Ranger, chiamano i Thunderzord, e distruggono Repelitor. Tuttavia i Ranger sono ignari che il conte Dragon li ha seguiti sulla Terra. L'episodio termina con Re Lexian che dice a Dex di difendere la Terra dal Conte Dragon.
- Nota: Questo è l'ultimo episodio del crossover in tre parti con la serie televisiva Masked Rider.

## I poteri ninja (prima parte)
- Titolo originale: Ninja Quest: Part I
- Diretto da: Terence H. Winkless
- Scritto da: Shell Danielson, Shuki Levy

### Trama
Rito Revolto, il fratello di Rita, visita Lord Zedd e Rita e deposita alcune uova nelle vicinanze. Dopodiché Rito si teletrasporta sul pianeta Terra e tende una trappola ai Ranger. Proprio quando i Ranger credono di avere distrutto Rito egli riceve l'aiuto da altri quattro mostri creati da Lord Zedd. I Ranger vengono completamente annientati e i Thunder Megazord e Tigerzord finiscono per essere distrutti.
- Nota: Questo episodio è andato in onda dopo l'uscita del film tratto dalla serie. La trama della saga è simile a quella del film, o quantomeno la saga dei poteri ninja è una versione alternativa di come i Ranger hanno ottenuto il loro poteri ninja. A causa di ciò si ritiene che il film non faccia parte della storia ufficiale dei Power Ranger.

## I poteri ninja (seconda parte)
- Titolo originale: Ninja Quest: Part II
- Diretto da: Terence H. Winkless
- Scritto da: Shell Danielson, Shuki Levy

### Trama
Lord Zedd, Rita e Rito stanno festeggiando la sconfitta dei Ranger. Nel frattempo le uova di Rito si stanno schiudendo, dando alla luce i Guerrieri Tengu. Sulla Terra Zordon spedisce i Ranger al Deserto della Disperazione a trovare Ninjor, il creatore originale delle Monete del Potere. Mentre viaggiano attraverso il Deserto della Disperazione Zedd trova i Ranger e invia i Guerrieri Tengu per combatterli. I Ranger non hanno speranze contro i Guerrieri Tengu e sono costretti a fuggire.

## I poteri ninja (terza parte)
- Titolo originale: Ninja Quest: Part III
- Diretto da: Terence H. Winkless
- Scritto da: Shell Danielson, Shuki Levy

### Trama
L'episodio inizia con i Ranger che si incamminano attraverso una valle nascosta, entrano in un tempio e incontrano Ninjor. Ninjor dona ai Ranger i poteri Ninja e i nuovi Ninja Zord. Con i loro nuovi poteri i Ranger riescono a sconfiggere i Guerrieri Tengu senza difficoltà. L'episodio termina con le uova Vampirus che iniziano a schiudersi.

## I poteri ninja (quarta parte)
- Titolo originale: Ninja Quest: Part IV
- Diretto da: Terence H. Winkless
- Scritto da: Shell Danielson, Shuki Levy

### Trama
L'episodio inizia con i Ranger che invocano i loro Ninja Zord per combattere Rito. Rito riesce a tenere fronte fino a quando gli Zord si combinano nel Megazord e riescono facilmente a distruggere Rito. Nel frattempo, nel Deserto della Disperazione, un altro uovo si schiude, dando nascita a un altro mostro di Rito. Questo mostro attacca Ninjor, ma viene fortemente surclassato dai poteri di Ninjor. Ninjor si trasforma usando i poteri Ninja e, assieme al Megazord, riesce a distruggere il malvagio mostro.

## Incubo a colori
- Titolo originale: A Brush with Destiny
- Diretto da: Terence H. Winkless
- Scritto da: Gilles Wheeler

### Trama
Kimberly sta avendo incubi sul trasferimento a Parigi. Nel frattempo Finster crea un dispositivo che permette a Rita e Zedd di vedere i sogni altrui, incluso l'incubo di Kimberly. Zedd architetta un piano e rende reale Talpartista, il mostro degli incubi di Kimberly, per distruggere la Terra e i Ranger. I Ranger chiedono l'aiuto di Ninjor, ma Talpartista risucchia i loro poteri. Kimberly deve affrontare le sue paure per distruggere Talpartista e salvare i suoi amici.

## La lanterna
- Titolo originale: Passing the Lantern
- Diretto da: Armand Garabidian
- Scritto da: Kati Rocky

### Trama
Adam riceve uno speciale regalo dalla sua famiglia, una lanterna di carta, e scopre con l'aiuto di Billy che tale lanterna possiede poteri magici. Nel frattempo Lord Zedd ha piani tutti suoi e invia Rito, Baboo e Squatt a rubare la lanterna per impadronirsi dei suoi poteri. Tuttavia la loro missione fallisce quando Rito scioccamente getta la lanterna di Adam (recuperata da Bulk e Skull) per prenderne altre. Lord Zedd si infuria contro le stupide gesta dei tre, ma Rita riesce a salvare la situazione e prende una lanterna che usa per creare un mostro per combattere i Ranger.

## Re per un giorno
- Titolo originale: Wizard for a Day
- Diretto da: Armand Garabidian
- Scritto da: Mark Hoffmeier

### Trama
Rocky deve partecipare al programma scolastico "professore per un giorno", prendendo il posto del severo professore di scienze Wilton. Nel frattempo Rita e Lord Zedd decidono di dare il comando a Rito per un giorno, ma lo prendono in giro quando Finster rifiuta di prendere ordini da Rito. Rito decide di trasformare i Ranger in mostri, ma trasforma per sbaglio il professor Wilton in Marvo, il quale trasforma in liquidi tutti e cinque i Ranger. Rocky si rende conto che, per annullare la trasformazione e riavere indietro il professor Wilton, deve distruggere Marvo al più presto, o gli altri resterebbero liquidi per sempre. Nel frattempo Bulk and Skull, ancora in competizione per il lavoro, vedono Rocky vestito in modo elegante e credono che abbia rubato il libro del professor Wilton, ignari dello scambio dei ruoli. Imparano in fretta la lezione quando si trovano davanti il furioso professor Wilton.

## Il mostro del football
- Titolo originale: Fourth Down and Long
- Diretto da: Armand Garabidian
- Scritto da: Mark Litton

### Trama
Lo zio di Rocky, un famoso quarterback, va a fargli visita. Sulla Luna Finster crea per caso Centoball, un mostro con il potere di trasformare la gente in palloni da football. Vengono trasformati tutti eccetto Rocky, che va a combattere il mostro assieme a Ninjor e salva gli altri Ranger.

## Fermate Odiabilis (prima parte)
- Titolo originale: Stop the Hate Master: Part I
- Diretto da: Robert Radler
- Scritto da: Stewart St. John

### Trama
Il sogno di Aisha di entrare a fare parte del club femminile di Angel Groove viene infranto quando solo Kimberly viene accettata; Kimberly scopre che Veronica, capo del club, non ha accettato Aisha a causa del reddito dei suoi genitori. Lord Zedd e Rita creano il malvagio Odiabilis, inviato a seminare odio dappertutto. Nel frattempo i ragazzi sono attaccati dai Tengu e Odiabilis lancia il suo incantesimo ai Ranger, a cui solo Aisha è immune. Il tenente Stone affida a Bulk e Skull l'incarico di catturare il "Bandito dei Graffiti".

## Fermate Odiabilis (seconda parte)
- Titolo originale: Stop the Hate Master: Part II
- Diretto da: Robert Radler
- Scritto da: Stewart St. John

### Trama
Aisha cerca, senza successo, di spezzare l'incantesimo lanciato da Odiabilis sui suoi amici. Alpha e Aisha scoprono che la collana donatale da sua nonna potrebbe aiutarla nel suo scopo. Una volta liberati i Ranger si trasformano e distruggono Odiabilis e si scusano di ciò che avevano detto mentre erano sotto l'incantesimo di Odiabilis. Aisha viene accettata nel club femminile dopo che gli altri membri, venuti a conoscenza del fatto che Veronica accetta solo ragazze ricche, la espellono. Bulk e Skull cercano di catturare il "Bandito dei Graffiti" di Angel Grove. Bulk scopre con sorpresa che il bandito è Skull, il quale è sonnambulo.

## Faccia a faccia
- Titolo originale: Final Face-Off
- Diretto da: Armand Garabidian
- Scritto da: Douglas Sloan

### Trama
Tutti, eccetto Kimberly, si recano al museo e vengono a conoscenza del mostro Ladro di Facce, che stuzzica l'interesse di Rita. Mentre i Ranger vengono distratti dai Tengu Squatt, Baboo, e Rito rubano la lampada che contiene il mostro intrappolato in modo da non fare male a nessuno. Rita riesce a impossessarsene e lo libera per spedirlo sulla Terra. Durante la battaglia vengono rubate le facce di Aisha e Adam; ma Billy scopre alcuni oggetti nel museo che vennero usati in passato per sconfiggere il mostro.

## Pozione d'amore
- Titolo originale: The Potion Notion
- Diretto da: Robert Radler
- Scritto da: Jackie Marchand

### Trama
Zedd sorprende Rita con una seconda luna di miele. Rito invia Miss Kiss a Angel Grove con una pozione d'amore che fa innamorare la gente a vicenda. Goldar scopre il piano con cui Rita ha ingannato Lord Zedd con una pozione d'amore e chiede l'aiuto di Finster per creare un antidoto per liberarlo. Tuttavia scopre che Zedd and Rita si amano comunque, anche senza l'effetto della pozione.

## Occhi di gatto (prima parte)
- Titolo originale: A Ranger Catastrophe: Part I
- Diretto da: Douglas Sloan
- Scritto da: Douglas Sloan

### Trama
Kimberly e Aisha trovano un gatto randagio, che si scoprirà appartenere a Rita e che è necessario per uno dei suoi piani. Rito viene inviato al rifugio per animali dove Aisha fa la volontaria. Invocando i loro poteri ninja i Ranger devono affrontare Rito e i Tengu, mentre il gatto randagio di Aisha guarda dalla finestra. I nostri eroi iniziano a capire che non si tratta di un gatto normale.

## Occhi di gatto (seconda parte)
- Titolo originale: A Ranger Catastrophe: Part II
- Diretto da: Douglas Sloan
- Scritto da: Douglas Sloan

### Trama
Si scopre che il gatto è una nuova ragazza di Angel Grove, Katherine; ma, purtroppo per i Ranger, è un'alleata di Lord Zedd e Rita. Katherine induce Tommy ad aiutarla a sistemare la sua macchina e lo ringrazia con un giro. In realtà era tutto un piano di Rita per spedire Tommy e Kat in un'altra dimensione. Kat viene recuperata da Rita, ma Tommy viene lasciato a combattere Rito e Goldar. Gli altri Ranger cercano di aiutare Tommy a tornare a casa, ma vengono fermati da un mostro di Kat, che in realtà è Katherine. I Ranger lo sconfiggono e liberano Tommy, sorpresi nel vedere una spaventata Kat seduta lì vicino. I ragazzi danno il benvenuto a Kat, credendo ignari che sia una brava ragazza.

## I nuovi Zord (prima parte)
- Titolo originale: Changing of the Zords: Part I
- Diretto da: Jonathan Tzachor
- Scritto da: Stewart St. John

### Trama
Con un incantesimo Rita ordina a Katherine, buona amica di Kimberly, di rubarle la Moneta del Potere, mentre i Guerrieri Tengu distraggono i Ranger. Kimberly ne risente immediatamente e inizia lentamente a perdere i suoi poteri (le Monete del Potere sono collegate alla loro normale energia umana). Tommy e Ninjor si alleano per sconfiggere Goldar. Tommy cerca di usare il suo Falcon Zord, ma viene fermato da Katherine che glielo ruba. Dato che Tommy perde il Falco NInja Zord anche Ninjor viene catturato da Zedd.

## I nuovi Zord (seconda parte)
- Titolo originale: Changing of the Zords: Part II
- Diretto da: Jonathan Tzachor
- Scritto da: Stewart St. John

### Trama
L'episodio inizia con Kimberly che continua a perdere i suoi poteri e finisce per svenire. Gli altri Ranger si spostano al parco di Angel Grove per combattere Incisorator, inviato da Zedd. Nel frattempo i Tengu attaccano Katherine per costringere Kimberly a combattere. Kimberly si sveglia e si teletrasporta da Katherine. Visto che Kimberly è indebolita a causa della perdita della Moneta del Potere non ha speranze contro i nemici e viene facilmente sconfitta, mentre Katherine sta a guardare. Appare Goldar e teletrasporta Kimberly da Lord Zedd. Zordon acconsente a teletrasportare Lord Zedd al Centro di Comando per negoziare. Zedd concede ai Ranger due possibilità: pilotare i suoi nuovi Zord malvagi o Kimberly verrà uccisa. L'episodio termina mentre i Ranger pensano a una risposta.

## I nuovi Zord (terza parte)
- Titolo originale: Changing of the Zords: Part III
- Diretto da: Jonathan Tzachor
- Scritto da: Stewart St. John

### Trama
Tommy acconsente a pilotare gli Shogun Zord malvagi di Lord Zedd, il quale si teletrasporta nuovamente sulla Luna per festeggiare con Rita e Rito. Tramite il globo Billy scopre dove si trova Kimberly. Tommy, usando il dispositivo per il teletrasporto della prima stagione, si teletrasporta nella dimensione oscura. Tommy trova Kimberly, ma viene intercettato da Lord Zedd. Nel frattempo Rita invia gli Shogun Zord malvagi al pianeta Terra per essere pilotati dai Ranger. Tuttavia Billy trova un modo per prenderne il controllo usando le Monete del Potere. Nella dimensione oscura Tommy riesce finalmente a sconfiggere Lord Zedd; salva Kimberly e tornano sulla Terra. Tommy si allea con gli altri Shogun Zord e sconfigge See Monster. L'episodio termina con Kimberly che perde i suoi poteri Ranger, perciò Tommy condivide i suoi con lei, in modo che Kimberly possa continuare a essere un Power Ranger.

## Segua quel taxi!
- Titolo originale: Follow That Cab!
- Diretto da: Terence H. Winkless
- Scritto da: Shell Danielson, Shuki Levy

### Trama
Viene commesso un crimine alla luce del sole, così Bulk, Skull, e Kimberly prendono un taxi per scoprire il colpevole. Ma Lord Zedd fa alcuni cambiamenti. I nostri eroi vengono contattati da Zordon, che li invita al Centro di Comando per regalare loro gli Squalocicli.

## Un nuovo Ranger (prima parte)
- Titolo originale: A Different Shade of Pink: Part I
- Diretto da: Robert Radler
- Scritto da: Douglas Sloan

### Trama
Kimberly incontra Gunther Schmidt, un allenatore di ginnastica internazionale. Gunther si offre di allenare Kimberly per i campionati mondiali di ginnastica artistica. A causa di ciò Kimberly non ha più tempo da dedicare ai suoi doveri di Ranger. Rita e Zedd lanciano diversi attacchi al pianeta Terra, costringendo i Ranger a dividersi per affrontarli. I Ranger sono battuti e Kimberly deve rinunciare al suo allenamento per aiutare i membri della sua squadra a combattere i malvagi mostri. Nel frattempo Katherine sta lentamente perdendo l'influenza dell'incantesimo di Rita, affezionandosi a Kimberly. L'episodio termina con Kimberly che si allena giorno e notte fino a svenire. Katherine se ne accorge e si rende conto di cosa ha fatto a Kimberly privandola della sua Moneta del Potere.

## Un nuovo Ranger (seconda parte)
- Titolo originale: A Different Shade of Pink: Part II
- Diretto da: Robert Radler
- Scritto da: Douglas Sloan

### Trama
L'episodio inizia con Kimberly che viene accompagnata in ospedale. I suoi amici le fanno visita, ma sono costretti ad andarsene per combattere i Tengu e Rito. Mentre i Ranger sono via Katherine dice a Kimberly dell'incantesimo che Rita le ha lanciato. Nel frattempo Finster crea un nuovo mostro chiamato Spazzatura che cerca di catturare Katherine, ma viene prontamente fermato dai Ranger. L'episodio termina con l'apparizione di Rita, che impone ai Ranger una scelta: restituire Katherine o Ninjor verrà distrutto.

## Un nuovo Ranger (terza parte)
- Titolo originale: A Different Shade of Pink: Part III
- Diretto da: Robert Radler
- Scritto da: Douglas Sloan

### Trama
In questo episodio Katherine decide di offrirsi a Rita per liberare Ninjor. Rita, tuttavia, inganna i Ranger. Katherine viene imprigionata con Rito come guardia. Mentre fa un massaggio alla schiena a Rito ruba la chiave mentre Rito si addormenta. Katherine trova la Moneta del Potere rosa (che era stata rinchiusa in una scatola nell'episodio I nuovi Zord) e viene affrontata da Rita. Prima che Rita chiami i Tengu per ricatturarla Katherine si teletrasporta al Centro di Comando per restituire la Moneta a Kimberly. Kimberly riprende fiducia in se stessa, si allena per il torneo di ginnastica e infine vince il torneo. Gunther Schmidt offre a Kimberly di trasferirsi presso la sua struttura in Florida per competere per i campionati mondiali. L'episodio termina con Kimberly che restituisce la sua Moneta del Potere rosa a Katherine.

## Che fame!
- Titolo originale: Rita's Pita
- Diretto da: Terence H. Winkless
- Scritto da: Jackie Marchand

### Trama
Tommy insegna l'importanza di mangiare bene a uno dei suoi studenti, che ha abitudini alimentari non salutari. Ciò ispira Rita a inviare Ravenator all'interno di Tommy per fargli desiderare solo cibo spazzatura. L'immensa fame di Tommy lo fa rimpinzare a più non posso; Kat scopre cosa sta succedendo e avvisa gli altri Ranger. Ma come fare a distruggere il mostro, se si trova all'interno di Tommy, senza fare del male anche a lui?

## Il muro
- Titolo originale: Another Brick in the Wall
- Diretto da: Terence H. Winkless
- Scritto da: Mark Hoffmeier

### Trama
Katherine decide di ripulire un vecchio lotto e chiede l'aiuto dei suoi amici per costruire un rifugio per senzatetto al termine della settimana. Tuttavia Rita è ancora arrabbiata che Katherine non sia più sotto l'effetto del suo incantesimo ed è diventata un Ranger buono e, con l'aiuto di suo fratello Rito, rovina la giornata di lavoro che Katherine aveva speso per costruire il rifugio. Prima di avere la possibilità di ripararlo quattro Ranger sono intrappolati dal nuovo mostro di Rita, ma Katherine riesce a liberarli con l'aiuto di Alpha 5. Billy riesce a sconfiggere da solo il nuovo mostro e, dopo la battaglia, i ragazzi riescono a riparare il rifugio in tempo. L'episodio termina con il sindaco di Angel Grove che regala a Katherine un premio per il suo lavoro.

## Un pericoloso scimpanzé
- Titolo originale: A Chimp in Charge
- Diretto da: Terence H. Winkless
- Scritto da: Douglas Sloan

### Trama
Per un compito scolastico Katherine e Aisha aiutano una scimmia, Kelly, a imparare a comunicare con il linguaggio dei segni. Tuttavia Rita e Lord Zedd trasformano la scimmia in un mostro per costringere i Ranger a combatterlo. Ora i ragazzi devono trovare un modo per sconfiggere la scimmia senza farle del male e farla ritornare normale.

## Bentornato papà! (prima parte)
- Titolo originale: Master Vile and the Metallic Armor: Part I
- Diretto da: Robert Radler
- Scritto da: Mark Litton

### Trama
La Terra e il palazzo di Rita e Zedd tremano a causa dell'arrivo di un visitatore molto cattivo: il padre di Rita e Rito, Master Vile. Vile è furioso con Rita per il suo matrimonio con Zedd e spiega il suo piano riguardante i Cristalli Zeo. Ora i Ranger devono scoprire il mistero del suo piano e prepararsi per la loro più grande battaglia di sempre.

## Bentornato papà! (seconda parte)
- Titolo originale: Master Vile and the Metallic Armor: Part II
- Diretto da: Robert Radler
- Scritto da: Mark Litton

### Trama
Tommy e Kat si offrono volontari per andare a cercare il Falco Ninja Zord e il Cristallo Zeo. Per dare a Tommy il tempo di cercarlo Kat distrae Zedd e Rita dichiarando di volere diventare di nuovo cattiva. Gli altri Ranger combattono Blue Globber, che ha assorbito i poteri di Ninjor.

## Bentornato papà! (terza parte)
- Titolo originale: Master Vile and the Metallic Armor: Part III
- Diretto da: Robert Radler
- Scritto da: Mark Litton

### Trama
I Ranger viaggiano in un'altra dimensione per recuperare i loro zord, portati lì da Master Vile. Alpha scopre un modo per indebolire Blue Globber.

## Babbo Natale e i Power Rangers
- Titolo originale: I'm Dreaming of a White Ranger
- Diretto da: Marco Garibaldi, Douglas Sloan
- Scritto da: Terri Hughes, Ron Milbauer, Stewart St. John

### Trama
Alla vigilia di Natale a Kimberly mancano i suoi genitori, che non riusciranno a tornare a casa per Natale. Nel frattempo Zedd e Rita inviano le loro truppe al polo nord per catturare Babbo Natale e i suoi elfi, impedendo loro di consegnare i regali natalizi. I Ranger vanno in soccorso, ma si rendono conto di non potere usare i loro trasformabili per combattere Rito, Goldar e i Tengoo. Dopo averli legati senza difficoltà con un nastro rosso Babbo Natale invia Goldar, Rito e i Tengu a Zedd e Rita come regali. Zedd e Rita sono furiosi. Nel frattempo i Ranger tornano a casa - prima, però, Babbo Natale dona loro un sacco pieno di regali da portare ad Angel Grove per i bambini del Juice Bar di Ernie, dove Kimberly e un gruppo di bambini stanno cantando canzoni natalizie. Durante l'episodio c'è una ragazza nel coro che non è molto entusiasta, poiché il padre non è lì per guardarla, e fa amicizia con Kimberly. Alla fine il padre della ragazza arriva, così come i genitori di Kimberly. Nel frattempo Zedd e Rita, Goldar, Rito e gli altri si stanno godendo il Natale e Rito dona un regalo a Goldar dicendogli di essere il suo migliore amico. Alla fine Kimberly, i Ranger, Bulk e Skull (che avevano precedentemente detto alla ragazza che se avessero visto Babbo Natale gli avrebbero chiesto di fare tornare il padre), i genitori di Kimberly, il gruppo musicale e la maggior parte della gente al Juice Bar di Ernie cantano insieme.
- Nota: Questo episodio è uscito in video negli Stati Uniti il 12 settembre 1995, lo stesso giorno dell'episodio Ninja Quest Part II. Il video originale contiene contenuti extra e tagli alternativi non presenti nella messa in onda televisiva o successive uscite in VHS o DVD.

## La voce della discordia
- Titolo originale: The Sound of Dischordia
- Diretto da: Marco Garibaldi
- Scritto da: Stewart St. John

### Trama
Aisha e Katherine scrivono una canzone per il festival scolastico. Anche Master Vile ha una canzone; invoca Discordia, una creatura malvagia che usa un incantesimo sulle ragazze per cambiare la loro melodia.

## Piccoli Rangers
- Titolo originale: Rangers in Reverse
- Diretto da: Marco Garibaldi
- Scritto da: Douglas Sloan

### Trama
Tommy, Rocky, Adam, Billy, e Aisha sono al Juice Bar con l'intenzione di preparare un viaggio di compleanno a sorpresa per Kat. Mentre i Ranger celebrano il suo compleanno Master Vile riporta in superficie l'Occhio del Destino dalle viscere della Terra. Alpha 5 avverte il pericolo immediatamente e così Zordon chiama i Ranger per avvisarli degli effetti che avrebbe l'Occhio del Destino se dovesse cadere in mano nemica. I Ranger si trasformano e si dividono in due gruppi: Tommy, Rocky e Kat affrontano Rito, Goldar e un gruppo di Tengu; mentre Adam, Billy, e Aisha un altro gruppo di Tengu, forzati a usare le loro Corazze Metalliche per combattere i mostri.